# Cotaruse
Cotaruse es una localidad peruana ubicada en la región Apurímac, provincia de Aymaraes, distrito de Cotaruse. Es asimismo capital del distrito de Cotaruse. Se encuentra a una altitud de 3257 m s. n. m. Tiene una población de habitantes en 1993.
Las edificaciones y arcos de ingreso de la plaza de armas de Cotaruse fueron declarados monumentos históricos del Perú el 9 de noviembre de 1987 mediante el R.M.N° 775-S7-ED.

## Clima
| Parámetros climáticos promedio de Cotaruse | Parámetros climáticos promedio de Cotaruse | Parámetros climáticos promedio de Cotaruse | Parámetros climáticos promedio de Cotaruse | Parámetros climáticos promedio de Cotaruse | Parámetros climáticos promedio de Cotaruse | Parámetros climáticos promedio de Cotaruse | Parámetros climáticos promedio de Cotaruse | Parámetros climáticos promedio de Cotaruse | Parámetros climáticos promedio de Cotaruse | Parámetros climáticos promedio de Cotaruse | Parámetros climáticos promedio de Cotaruse | Parámetros climáticos promedio de Cotaruse | Parámetros climáticos promedio de Cotaruse |
| Mes                                        | Ene.                                       | Feb.                                       | Mar.                                       | Abr.                                       | May.                                       | Jun.                                       | Jul.                                       | Ago.                                       | Sep.                                       | Oct.                                       | Nov.                                       | Dic.                                       | Anual                                      |
| ------------------------------------------ | ------------------------------------------ | ------------------------------------------ | ------------------------------------------ | ------------------------------------------ | ------------------------------------------ | ------------------------------------------ | ------------------------------------------ | ------------------------------------------ | ------------------------------------------ | ------------------------------------------ | ------------------------------------------ | ------------------------------------------ | ------------------------------------------ |
| Temp. máx. media (°C)                      | 19.2                                       | 19                                         | 18.8                                       | 19.5                                       | 19.4                                       | 18.7                                       | 18.5                                       | 19.3                                       | 19.8                                       | 21.5                                       | 21.2                                       | 19.9                                       | 19.6                                       |
| Temp. media (°C)                           | 11.9                                       | 12                                         | 11.8                                       | 11.7                                       | 10.7                                       | 9.5                                        | 9.1                                        | 9.6                                        | 10.9                                       | 12.1                                       | 12.2                                       | 12.1                                       | 11.1                                       |
| Temp. mín. media (°C)                      | 7                                          | 7                                          | 6                                          | 5                                          | 3                                          | 1                                          | 0                                          | 2                                          | 4                                          | 6                                          | 6                                          | 6.5                                        | 4.5                                        |
| Fuente: climate-data.org                   |                                            |                                            |                                            |                                            |                                            |                                            |                                            |                                            |                                            |                                            |                                            |                                            |                                            |